# Sarina Cassvan
Sarina Cassvan (născută Sara Cassvan; n. 3 ianuarie 1894– d. 8 ianuarie 1978) a fost o romancieră și traducătoare română.

## Biografie
S-a născut într-o familie evreiască din Bacău, părinții ei fiind Lazăr Cassvan și soția lui, Janeta Alter Con. A urmat cursurile Facultății de Litere și Filozofie din cadrul Universității din București. Regimul condus de Ion Antonescu în timpul celui de-al doilea război mondial i-a interzis activitatea publicistică pe motiv că era „evreică”.
Soțul ei a fost colegul scriitor Ion Pas.

## Activitate literară
Primul ei articol de presă a fost publicat în 1912, în timp ce prima ei carte, Crezul ocnașului, a apărut în anul următor. A colaborat la „Revista copiilor și a tinerimii”, „Adevărul literar și artistic”, „Lupta”, „Cuvântul literar”, „Dimineața”, „Scena”,„ Rampa”, „Femeia”, „Gazeta literară” și Contemporanul. În perioada 1929-1933 activează la Paris-Press cu corespondențe din România. În 1933 a editat revista 1933-1934.
În afară de povestiri scurte și romane, ea a scris multă literatură pentru copii, precum și o biografie romanțată a lui Dimitrie Cantemir, Între pană și spadă (1963). 30 de zile în studio (1933) a fost printre primele cărți de reportaje din țară, și, de asemenea, una dintre primele cărți în limba română despre cinema. A scris piesele de teatru Măștile destinului (jucată la Teatrul Național din Iași și la Théâtre Albert-Ier din Paris), Una sau mai multe femei și Calvar. Piesele sale pentru copii Niță, Nuța și Lăbuș și În țara trântorilor au fost jucate la Iași și la București. Cassvan a elaborat și tradus antologia Contes roumains d’écrivains contemporains (1931) și a realizat numeroase traduceri din literatura universală.
Opera:
- Crezul ocnașului, București, 1913

- Curtea și livada, București, 1913

- Carnavalul vieții, București, 1921

- Dolofana, 1922

- Căsuța lebedei, 1922

- Aventurile unui mic bucureștean (vol. I-II, 1923)

- Fluierul fermecat, 1924

- Săptămâna unei îndrăgostite, București, 1924

- Măriuca, 1924

- Primăvara, vara, toamna și iarna, 1927

- Să povestim, 1931

- Trupul care își caută sufletul. Reportaj săptămânal ,1932

- 0 de zile în studio. Reportaj trăit în lumea filmului, București, 1933

- S.O.S. Cu pseudonimul Un anonim, București, 1935

- Bombonel și Totonel (1936)

- Kiki și Riki, 1936

- Femeia și cătușele ei, 1946

- -Pit și Pitulice (1946),

- Evadare, 1947
- Ciufuleț, 1959
- Drum fără popas, 1960
- Între pană și spadă, 1963.[4]

## Afiliere la organizații
Ea a fondat Asociația Gândirii Europene, pe care a condus-o timp de opt ani. În acest timp, organizația a fost sponsorizată de Elena Văcărescu și finanțată de importante personalități interne și externe. Datorită activității sale literare și de promovare culturală pe plan extern, ea a fost primită în Société des Auteurs Dramatiques și în Académie Féminine des Lettres.